# Лазарева, Алеся Анатольевна
Ла́зарева Але́ся Анато́льевна (16 августа 2001, Тольятти, Самарская область — 29 мая 2022, Москва) — российская балерина. Артистка труппы Театра классического балета Н. Касаткиной и В. Василёва. Обладательница множества золотых медалей, в том числе удостоена золота на одном из престижных в мире конкурсе артистов балета России «Арабеск» (который с 2012 г. носит имя Екатерины Максимовой). На её счету десятки завоёванных Гран-При, десятки дипломов лауреата I степени Международных и Всероссийских конкурсов.

## Биография
Алеся родилась 16 августа 2001 в г. Самаре. Жила в г. Тольятти, до переезда в Москву.
В 2008—2015 годах училась в школе № 94, МБУ ДО ДШИ «Лицей искусств» на хореографическом отделении в своём родном городе, класс преподавателей Белякова Н. И., Уланова А. В., Мечева Е. И.
После 7 класса вместе с мамой перебралась в Москву.
В 2015 приняла участие в телевизионном конкурсе «Синяя птица», на телеканале Россия-1. На конкурсе получила специальный приз: степендия на обучении в академии балета принцессы Грейс (Монако). Юная балерина была обладательницей специального приза от международного конкурса балета в Америке YAGP и получила приглашение на гала-концерт Gala de Danza в Cabo San Lucas в Мексике. Так же получала приглашения на обучение в Нью-Йорке и Сиднее. Но учиться за границу Алеся так и не поехала, сделав ставку на обучение в России, с именитыми преподавателями.
В Москве была принята в 4-й класс Московского хореографического училища при Московском Государственном академическом театре танца «Гжель», педагоги: Минеева Е., Шаройко О. И. Будучи ещё студенткой, начала исполнять сольные партии в балетных постановках. Профильное образование Алеся окончила с красным дипломом. Художественный руководитель училища «Гжель» Акимов Б. Б. называл Алесю выдающейся, трудолюбивой артисткой и пророчил ей главные роли на мировых балетных сценах.

«У нее была цель прийти к вершинам танцевального искусства, что она делала с большим успехом!».— Акимов Б.Б., художественный руководитель «Большого театра» (2000-2003), Народный артист СССР
После окончания обучения Алеся была принята солисткой в балетную труппу Государственного академического театра «Классический балет» Н.Касаткиной и В.Василёва. Педагог Лисина А. А. 27 мая 2022 Алеся выступала в Москве, с премьерой постановки «Дон Кихот», на представление были распроданы все билеты, был полный аншлаг. После этого выступления Алеся готовилась к важному балетному конкурсу, который проходил в «Большом театре», где у неё были все шансы взять главную награду.
Умерла 29 мая 2022 года в Москве от внезапной остановки сердца. Внезапная смерть шокировала балетный мир. Николай Цискаридзе предположил, что в ситуации с Алесей имела место ошибка врачей. Прощание с Алесей Лазаревой проходило в Москве, 31 мая 2022
. Захоронили артистку балета в родном городе Тольятти, 01 июня 2022.

«Для театра это колоссальная потеря. Мы потеряли невероятно способную, талантливую, трудолюбивую девочку»".— Касаткина Н.Д., художественный руководитель «Театра классического балета Н. Касаткиной и В. Василёва», Народный артист РСФСР, солистка «Большого театра» (1954—1976)
Алеся мечтала открыть танцевальную школу для детей, в которой могли бы обучаться дети разных социальных групп. Родители Алеси, Анатолий и Оксана Лазаревы, заявили, что исполнят мечту дочери и откроют школу имени дочери.

## Достижения

### Спортивные достижения
- Победительница на Всероссийском детском конкурсе «Синяя птица»
- Золотая медаль на «Arabesque-2022»[12]
- Золотая медаль на «IBC Spoleto»
- Золотая медаль на «TIBC»
- «Diploma Moscow IBC Xlll»
- Золотая медаль на «RCB Moscow»
- Золотая медаль на «RCB „Young talents of Russia“»
- Дважды Лауреат I степени и обладатель премии Министерства Культуры Российской Федерации Всероссийского конкурса «Молодые дарования России»
- Первая премия, золотая медаль и звание Лауреата Международного конкурса артистов балета «CONCORSO INTERNAZIOALE DI DANZA CITTA DI SPOLETO» (Сполетто, Италия 2017 г.)
- Победитель конкурса артистов балета имени Екатерины Максимовой «Арабеск-2022» г. Пермь

### Подробная информация
В 2014 г. в финале Международного конкурса «Золотое сечение» в номинации «Хореография» Лазарева получила специальный приз от Академии Яны Рудковской.
В 2015 г. в Международном хореографическом фестивале-конкурсе «Танцевальный олимп» (Германия, г. Берлин) прошла предварительный квалификационный отбор из 25000 солистов мира. В возрастной категории 13-15 лет заняла 7 место из 176 солистов.
В 2013 г. стала победителем в номинации «Открытие года» среди учащихся школ искусств городского округа Тольятти, была отмечена именной стипендией мэра г.о. Тольятти и дипломом Мэрии городского округа Тольятти за победу в номинации «Культура и искусство», а в 2014 г. именной премией Губернатора Самарской области.